# لونفاردو

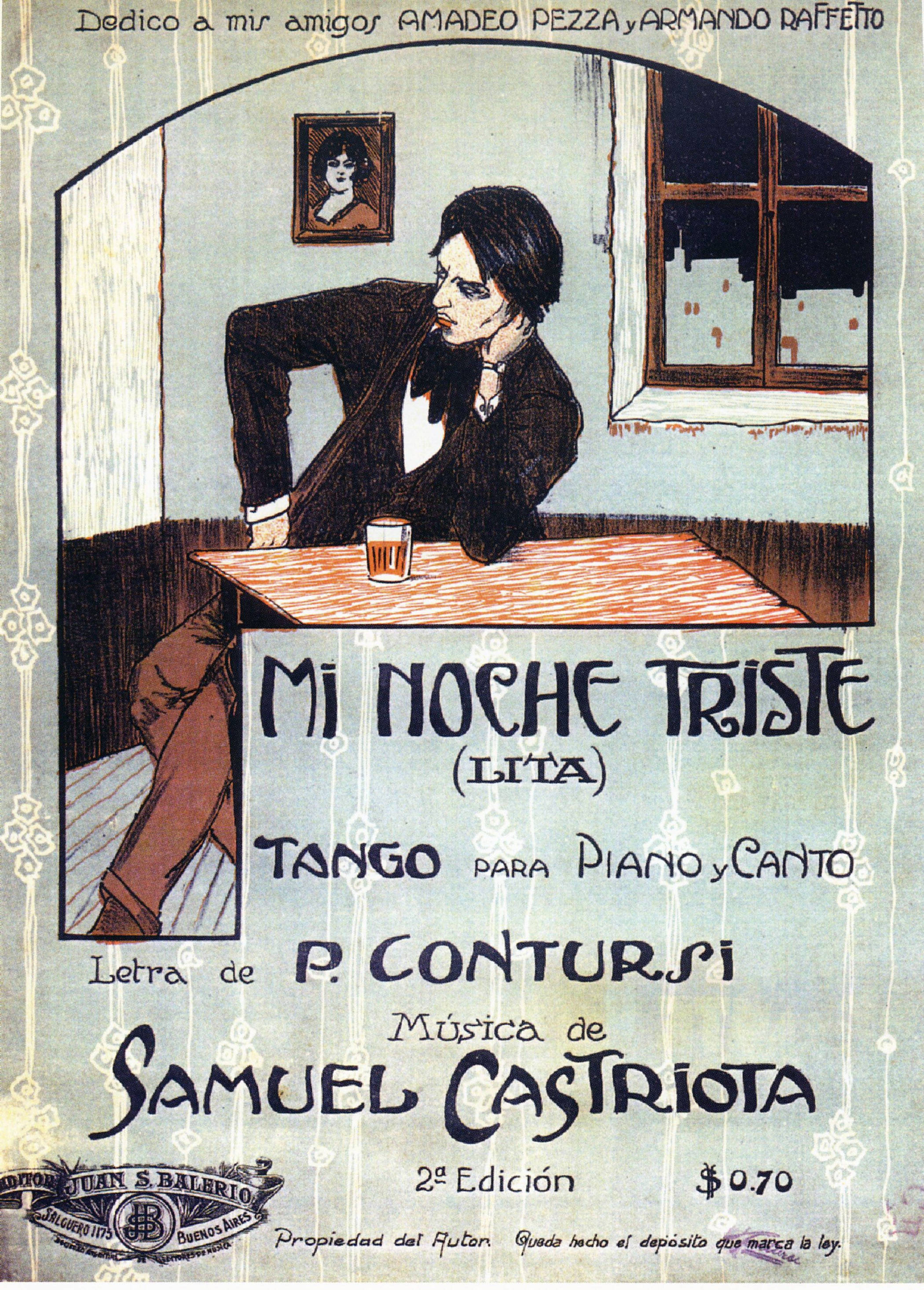

لونفاردو هي إحدى لهجات اللغة الإسبانية، التي نشأت في النصف الثاني من الألفية التاسعة عشر في بوينس آيرس (الأرجنتين) ومازالت إلى حد الآن إحدى اللغات الدارجة في الأرجنتين وكذلك الأوروغواي.
هذه اللهجة تستخدم مفردات لا يمكن إيجادها في قواميس اللغة الاسبانية.
من الصعب معرفة كيفية نشأة اللونفاردو، لكن يمكن التكهن بأن لها جذورًا مرتبطة بالمهاجرين الأوروبيين، والغاوتشو، والهنود حمر وسكان بوينس آيرس الذين ينحدرون من طبقات اجتماعية متدنية.